# Свистунов Олександр Вікторович
Олекса́ндр Ві́кторович Свистуно́в (нар. 30 серпня 1973, Ялта, АР Крим, Українська РСР) — український футболіст, півзахисник, найбільш відомий за виступами за рівненський «Верес».

## Клубна кар'єра
Свої перші кроки у дорослому футболі розпочав у складі сімферопольської «Таврії», де упродовж 1990-1991 років провів за команду 9 ігор в Першій лізі СРСР. Найбільш помітний слід у кар'єрі залишив, виступаючи за рівненський «Верес» з 1992 по 1995 роки. Являється другим бомбардиром в історії рівненського клубу за голами в еліті українського футболу (10). Після виступів за «Верес» встиг пограти в більш, а ніж десяти колективах. Мав досвід виступів в російській РПЛ та Першому дивізіоні, в якому здобував перемогу у 2002 році у складі казанського «Рубіна».

## Виступи за збірну України
За національну збірну України зіграв 1 товариський матч. 26 лютого 2001 вийшов на 46-й хвилині замість Сергія Снитко в матчі зі збірною Румунії.

## Досягнення
- Переможець Першого дивізіону Росії (2002)